# Ispace
ispace ist ein japanisches Start-up-Unternehmen, das Mondlandegeräte entwickelt. Es ging aus dem ursprünglich niederländischen Team White Label Space (japanisch ホワイト・レーベル・スペース Howaito rēberu supēsu) – später Hakuto (ハクト) – hervor, das 2008 zur Teilnahme an dem Mondflugwettbewerb Google Lunar X-Prize gegründet worden war. Hakuto wurde nach dem Hasen im Mond benannt, der in der ostasiatischen Mythologie eine Rolle spielt.

## Organisation
Der Hauptsitz von ispace befindet sich im Tokioter Stadtbezirk Minato. Außerdem bestehen Niederlassungen in Luxemburg und Colorado. Das Unternehmen beschäftigte im März 2023 rund 200 Mitarbeiter.

## Missionen
Unter dem Projektnamen Hakuto-R – kurz für Hakuto-Reboot – wurden zwei Mondlandungen geplant: Die Mission 1 wurde am 11. Dezember 2022 erfolgreich gestartet, scheiterte aber im April 2023, nachdem der Kontakt nach der Landung verlorenging. Die Mission 2 wurde im Januar 2025 gestartet, scheiterte aber ebenfalls. Außerdem ist ispace an der europäischen PROSPECT-Mission beteiligt.
Die folgende Liste enthält bereits stattgefundene und bekanntgegebene zukünftige Missionen:
Letzte Aktualisierung: 8. Februar 2025
| Mission | Startdatum (UTC) | Lander   | Trägerrakete | Nutzlasten | Anmerkungen |
| ------- | ---------------- | -------- | ------------ | --- | ----------- |
| M1      | 11. Dez. 2022    | Series 1 | Falcon 9     | Raschid (Mondrover) SORA-Q (Mondrover) Festkörperakkumulator gravierte Plakette CD mehrere 360°-Kameras KI-Flugcomputer                         | Fehlschlag  |
| M2      | 15. Jan 2025     | Series 1 | Falcon 9     | / Mondrover Wasserelektrolyse Mikroalgen Strahlungsmessgerät                                                                                    | Fehlschlag  |
| Geplant |                  |          |              | |             |
| M3      | 2026             | Series 2 |              | Farside Seismic Suite Lunar Interior Temperature and Materials Suite Lunar Surface ElectroMagnetics Experiment L-CAM 2 Kommunikationssatelliten |             |

## Projekte

### Google Lunar X-Prize (2008–2018)
Das Hakuto-Team wurde im Jahr 2008 unter dem Namen White Label Space von einer Gruppe „erfahrener Weltraum-Profis“ in den Niederlanden gegründet. Das Team nannte damals neun Partnerorganisationen:
- Advanced Operations and Engineering Services (AOES Group BV) – Ein internationaler Ingenieursdienstleister und ein Beratungsunternehmen, das fachspezifische Unterstützung bei Konstruktions- und Analyseaufgaben im Zusammenhang mit den Strukturen, thermischen und Antriebssubsystemen bei Landungsgerät und Rover bot.
- Swiss Propulsion Laboratory – Zuständig für die Entwicklung eines Low-Cost-Motors für die Landestufe. Das Labor besitzt oder besaß einen eigenen Raketenmotor-Teststand.
- Universität Tohoku Space Robotics Laboratory – Das Institut sollte den Mondrover für die Mission entwickeln.
- Airborne Composites BV – Ein Entwickler von Verbundwerkstoffprodukten und -technologien für die Raumfahrt und andere Industriezweige. Das Unternehmen wollte leichte, leistungsstarke Verbundstoffstrukturen für die Mission bereitstellen.
- Emxys – Ein Entwickler und Hersteller von eingebetteten elektronischen Systemen für die Instrumentierung und Steuerung für Wissenschaft und Industrie.[13]
- Space Technology Group der Technischen Universität München.
- LunarNumbat – Ein Team von Australiern und Neuseeländern, das Open-Source-Hardware und -Software für die Mission entwickeln wollte.
- Technische Universität Breslau – Entwickler von Kommunikationsgeräten für die Luft- und Raumfahrt.
- JAQAR Space Engineering – Partner für Orbitaldesign und Missionsanalyse.

2009 erfolgte die Anmeldung des Teams beim Wettbewerb Google Lunar X-Prize. Am 10. September 2010 gründete das Team die in Japan eingetragene Firma White Label Space Japan LLC, eine eingetragene Gesellschaft mit beschränkter Haftung. Am 11. Juni 2012 wurde beschlossen, den Prototyp der zweiten Einheit, des Rovers (PM-2) „White Rabbit“ (はくと) zu nennen. Das Team finanzierte seine Mondmission aus den Werbeetats großer globaler Unternehmen.
Am 30. Januar 2013 kam es zu einer umwälzenden Veränderung in der Struktur des Teams: Die europäischen Teammitglieder schieden aus, jedoch setzten die in Japan ansässigen Mitglieder die Arbeit fort. Es folgte eine Namensänderung in Hakuto, ebenso der Muttergesellschaft, die von White Label Space Japan LLC in ispace Inc umfirmierte. Damit ging auch ein Führungswechsel einher: Der Mitbegründer Steve Allen schied aus und Takeshi Hakamada trat seine Nachfolge an, der nun die Geschäfte in Japan leitete. Am 4. Dezember 2013 hatte das Team die Entwicklung und Finanzierung des Prototyps der dritten Einheit, dem zweiten Rover (PM-3) erfolgreich abgeschlossen. Am 19. Februar 2014 erhielt Hakuto als eines von fünf Teams einen Preis, den so genannten Milestone Prize, der für die erfolgreiche Entwicklung eines mobilen Subsystems vergeben wurde.
Im Dezember 2016 entschied sich Hakuto, einige der anfallenden Kosten mit dem Mitbewerber, dem Team Indus, zu teilen und ihre beiden Rover gemeinsam mit einer Trägerrakete vom Typ PSLV der ISRO zu starten. Der Start war ursprünglich für den 28. Dezember 2017 geplant, wurde jedoch kurzfristig um einige Monate verschoben und dann Anfang 2018 abgesagt. Der Rover trug mittlerweile den Namen Sorato.

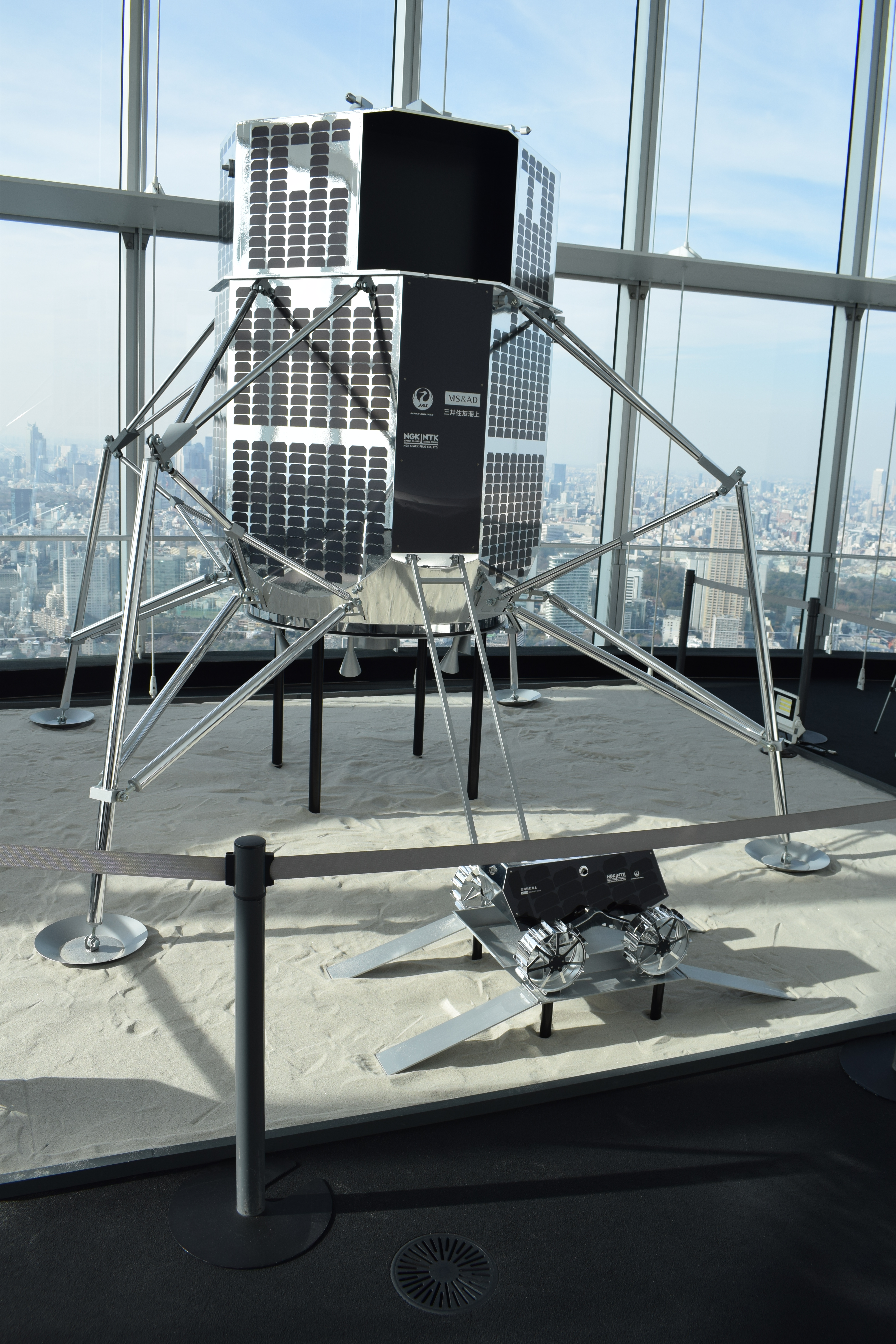
Modelle von Hakuto-Mondlander und -Rover (2019)

Am 23. Januar 2018 erklärte Peter Diamandis, Gründer und Vorsitzender des X-Prize-Wettbewerbes: „Nach intensiver Abstimmung mit unseren fünf Finalisten in den vergangenen Monaten sind wir zu dem Schluss gekommen, dass kein Team einen Startversuch unternehmen wird, um den Mond innerhalb der gesetzten Frist bis zum 31. März 2018 zu erreichen. Zudem wird der Google Lunar XPRIZE in Höhe von 30 Millionen US-Dollar nicht in Anspruch genommen.“ Das Hakuto-Team wurde daraufhin aufgelöst.

### Hakuto-R (seit 2018)
Im zweiten Halbjahr 2018 nahm ispace das Projekt unter dem Namen Hakuto-R wieder auf und gab den Startvertrag mit SpaceX für zwei Mondflüge bekannt. Der erste war für Mitte 2020 mit einem Orbiter geplant, der zweite für Mitte 2021 mit einem Lander und mehreren Rovern. Im August 2018 wurde eine neue Missionsplanung bekanntgegeben: Der Orbiterflug entfällt; die Landung 2021 sollte nun ohne Rover erfolgen, und für 2024[veraltet] ist eine zweite Landung mit einem selbstgebauten Rover geplant. Später verschob sich die erste Mission weiter auf 2022, und der Rover „Raschid“ der Vereinigten Arabischen Emirate wurde diesem Flug zugewiesen. Hakuto-R wurde am 11. Dezember 2022 in dieser Konfiguration sowie mit der NASA-Sonde Lunar Flashlight erfolgreich gestartet.
Der Lander soll 2,3 Meter hoch und 2,7 Meter breit sein und etwa 1 t wiegen. Die maximale Nutzlast gibt iSpace mit 30 kg an und die Betriebsfähigkeit auf der Mondoberfläche mit bis zu 12 Tagen.

### APEX 1.0 (seit 2018)
Zur Vermarktung seiner Mondlander-Technologie an die NASA schloss ispace sich mit den US-Unternehmen Draper, General Atomics und Systima Technologies zusammen. Draper war bereits an der Entwicklung des Apollo Guidance Computer beteiligt und nimmt auch am neuen CLPS-Programm der NASA für kommerzielle Mondlander teil. Der von ispace entwickelte CLPS-Lander trägt die Bezeichnung APEX 1.0 und würde nicht – wie der Hakuto-Lander – von ispace selbst gefertigt, sondern von Systima Technologies. Draper obliegt das Gesamtmanagement des Projekts. Im Juli 2022 wurde Draper ein Auftrag in höhe von 73 Millionen US-Dollar verliehen, laut welchem sie drei Nutzlasten der NASA im Rahmen der CP-12 Mission des CLPS-Programm mithilfe des APEX 1.0-Landers zu dem Mondkrater Schrödinger basin befördern sollen. Darüber hinaus soll der Lander auch zwei Kommunikationssatelliten in eine Mondumlaufbahn befördern um die Kommunikation mit dem Lander auf der Mondrückseite zu gewährleisten. Die Mission ist für das Jahr 2026 geplant. Die ursprüngliche Version des Landers soll bis zu 300 kg an Nutzlast zur Mondoberfläche befördern können. Für folgende Missionen plant ispace den Lander selbst in ihrem Sitz in Denver zu fertigen.

### PROSPECT (seit 2019)
ispace ist an dem Monderkundungsprojekt „PROSPECT“ der europäischen Weltraumagentur (ESA) beteiligt. Die „PROSPECT“-Geräte der ESA sollen[veraltet] zusammen mit einer CLPS Mission der NASA zum Mondsüdpol gebracht werden und die dort vermuteten Wassereisvorkommen aufspüren. Die Bekanntgabe der ESA-Kooperation erfolgte im Juli 2019, kurz nach der Insolvenz der deutschen PTScientists GmbH, die ebenfalls Mondlandungen plante und dabei von der ESA unterstützt wurde.

### Series 3 (seit 2023)
Im Oktober 2023 gab ispace bekannt, dass das japanische Ministerium für Wirtschaft und Industrie ispace für einen Zuschuss von bis zu 12 Milliarden Yen auswählte. Als Bedingung für diesen Zuschuss soll ispace bis 2027 einen Mondlander betreiben, welcher mindestens 100 kg an Nutzlast zur Mondoberfläche befördern kann und darüber hinaus von ispace selbst in ihrem Hauptsitz in Japan entwickelt und hergestellt werden soll. Dieser Lander, welcher vorläufig als Series 3 bezeichnet wird, soll erstmals im Rahmen der 6. Mondmission von ispace eingesetzt werden.